# 米奇·麥康諾
小艾迪森·米切爾·「米奇」·麦康奈尔（英語：Addison Mitchell "Mitch" McConnell, Jr；1942年2月20日—），美國共和黨政治人物，現任代表肯塔基州的資深參議員，曾任參議院少數黨領袖；2015年至2021年，曾任参议院多数党领袖，亦是第二位担任此职务的肯塔基州人。

## 早年
1942年2月20日，米奇·麥康諾生於阿拉巴马州谢菲尔德的凱倫海勒醫院，在阿森斯長大。他擁有蘇格蘭、英格兰血統，家族中有一位祖先曾参与美國獨立戰爭。兩歲的時候，他自己的左上腿因為小兒麻痺症發作，在佐治亞州的沃福斯普林斯的康復學院治療，他的治療可能使他免得一生的殘疾，麥康諾說道，由於與他的病有關治療的費用，讓他的家人幾乎破產。
1950年，年僅八歲的麥康奈爾與他的家人從阿拉巴馬州搬到佐治亞洲的奧古斯塔，在這裡他的父親曾從軍，駐守在戈登堡。1956年，麥康奈爾的一家人又遷居於肯塔基州的路易斯維尔，他在這裡接受高中教育，在當時的時候，他當選為學生會主席，後來以優秀的成績從路易斯維爾大學取得學士學位。1963年，麥康奈爾參加了美國歷史上最大的一場人權政治集會「向華盛頓進軍」，這正是馬丁·路德·金恩發表著名演說《我有一個夢》的集會。1964年，麥康奈爾取得政治學本科学位，他曾任艺術與科學院學生會主席和披披卡巴兄弟會的其中一員。當年22歲的他，參加一個民權集會，並與參議員約翰·庫柏實習，他說過他與庫珀在一起的時間激發了他的晚年競選參議院的職責。
1967年，麥康奈爾在肯塔基大學法學院畢業，當時已經成為了學生律師協會（Student Bar Association）的主席。1968年至1970年間，麥康奈爾擔任首都華盛頓特區的參議員馬洛·庫克的助手，並管理由五名成員組成的立法部門，併協助撰寫演講和提供選民服務的工作。1971年，麥康奈爾從華盛頓特區回到肯塔基州路易斯維爾，他為了湯姆·埃伯頓竟選肯塔基州州長的侯選人的工作，但沒有成功，他曾想試圖競選州議會的一個席位，但由於他不符合辦公室的居住要求而取消資格，不久他去了一所律師事務所工作幾年，同時在路易斯維爾大學作為教授政治學的夜班導師。1974年，麥康奈爾返回首都華盛頓特區，擔任美國總統杰拉尔德·福特的副檢察長的工作，與羅伯特·柏克、勞倫斯·西爾伯曼和安東寧·斯卡利亞等人一起工作。
1977年，麥康奈爾當選為杰斐遜郡郡長，這是在肯塔基州的最高政治辦事處，他再次在1981年當選，直到1984年他當選為美國參議員。

## 聯邦參議員
1997年至2001年間，麥康奈爾擔任全國共和黨參議院委員會主席，該委員會負責確保共和黨人的選舉勝利。他在第108屆國會中當選為參議院多數黨黨鞭，並於2004年11月17日連任。其後同黨的參議院多數黨領袖比爾·弗利斯特並未在2006年大選中尋求連任參議員；2006年11月，共和黨人失去參議院控制權後，他們選舉麥康奈爾為少數黨領袖。2014年參議院選舉後，共和黨人控制了參議院，麥康奈爾成為參議院多數黨領袖。2018年6月，麥康奈爾成為美國歷史上任期最長的參議院共和黨領袖。2021年1月20日，麦康奈尔成为参议院少数党领袖，多数党领袖的头衔则由民主黨的查克·舒默担任。
2024年2月28日，高齡82歲的麥康奈爾表示自己將在11月卸任參議院共和黨領袖，此後仍會繼續履行其參議員任期。2025年2月21日，麥康奈爾宣布將在此屆參議員任期屆滿後退休而不再爭取連任。

## 評價
麥康奈爾在肯塔基州擔任政治家的早年，以實用主義者和溫和的共和黨人而聞名。隨著時間的流逝，他向右派移動。根據他的一位傳記作者的說法，麥康奈爾“從支持墮胎權和公共僱員工會的溫和共和黨人轉變為在國會山上表現出黨派阻撓主義和保守正統思想的人。”
麥康奈爾以熟練的政治策略師和戰術家而聞名，然而在共和黨政府統一控制期間，共和黨未能在2017年廢除《可負擔醫療法案》（俗稱「奧巴馬醫改」）後，這種聲譽變得黯淡。麥康奈爾經常為肯塔基州的企業和機構爭取特殊專款，直到2010年國會禁止這種做法為止。由於麥康奈爾資助肯塔基州關於長期醫療保健問題的“臨時補丁”，但同時又反對和阻礙旨在更系統地改善醫療保健的國家計劃，例如奧巴馬醫改和醫療補助擴張，使其受到批評。

## 个人生活
1968年至1980年，他與第一任妻子謝里爾·雷德蒙（Sherrill Redmon）結婚，並育有三個孩子。
離婚後，她成為史密斯學院的女權學者和索菲亞·史密斯收藏館的館長。
他與第二任妻子趙小蘭（Elaine Chao）於1993年結婚，她在喬治·W·布希總統任內擔任勞工部長，在唐納·川普任內擔任運輸部長。
1997年，他成立了詹姆斯·麥迪遜言論自由中心，這是一家位於華盛頓特區的法律辯護組織。
2003年2月，麥康諾在馬里蘭州貝塞斯達（Bethesda）的美國國家海軍醫學中心（National Naval Medical Center）進行了一次三重心臟搭橋手術，涉及動脈阻塞。
2010年，根據家庭淨資產，OpenSecrets網站將麥康奈爾列為美國參議院最富有的成員之一。在麥康奈爾岳母去世後，由其岳父赵锡成送出2008年給他和妻子的個人禮物後，他的個人財富增加了，金額在5到2500萬美元之間。
麥康諾於2013年3月1日被選為美國獨立戰爭之子。
高登·哈托格斯是麥康諾的妹夫（他與趙小蘭的妹妹Grace結婚）。2019年5月，哈托格斯獲美國參議院同意，擔任退休金保障公司（Pension Benefit Guaranty Corporation之, PBGC）的董事；該公司隸屬勞工部，麥康諾亦投下同意票。
麥康諾是杰斐遜公共服務獎甄選委員會的成員。

## 流行文化
《每日秀》主持人乔恩·斯图尔特曾在其节目中多次取笑麦康奈尔神似乌龟。贝克·本内特曾在《周六夜现场》的许多小品中扮演麦康奈尔。此外，麦康奈尔亦曾作为讽刺角色出现在《南方公园》2017年的一集中。

## 延伸閱讀
- Dyche, John David. . Wilmington, DE: Intercollegiate Studies Institute. 2009  [2020-12-05]. ISBN 978-1935191599. OCLC 298181753. （原始内容存档于2020-08-05）.
- Green, Joshua. . The Atlantic. January 5, 2011  [February 6, 2019]. （原始内容存档于2020-09-20）.
- MacGillis, Alec. . New York: Simon & Schuster. 2014  [2020-12-05]. ISBN 9781501112034. OCLC 967908174. （原始内容存档于2020-08-06）.
- McConnell, Mitch. . New York: Sentinel. 2016  [2020-12-05]. ISBN 9780399564109. OCLC 951149855. （原始内容存档于2020-08-06）.

## 外部連結
- Background and collected news at The Washington Post
- 美國國會國家人物傳記大辭典中的傳記
- 由華盛頓郵報維護的投票記錄
- 智慧投票计划中的傳記、投票紀錄及利益集團評級
- Congressional profile at GovTrack
- Congressional profile at OpenCongress
- Issue positions and quotes at On the Issues
- Financial information at OpenSecrets.org
- Staff salaries, trips and personal finance at LegiStorm.com
- 聯邦選舉委員會中的競選財務報告和數據
- Appearances on C-SPAN programs
- 查理·羅斯訪談錄上的出場
- 網路電影資料庫上的亮相頁面
- Collected news and commentary at The New York Times
- Works by or about 米奇·麥康諾 in libraries (WorldCat catalog)
- Profile at Ballotpedia
- 米奇·麥康諾參議院官方網站
- 米奇·麥康諾參議員競選網站 （页面存档备份，存于）
- C-SPAN內的頁面（英文）
- 中的“米奇·麥康諾”

| 司法职务                   | 司法职务                                                                                           | 司法职务                 |
| -------------------------- | -------------------------------------------------------------------------------------------------- | ------------------------ |
| 前任者： 托德·霍倫巴赫三世 | 傑佛遜縣法官-縣長 1978年－1984年                                                                   | 繼任者： 布雷默·埃爾勒   |
| 政党职务                   | |                          |
| 前任者： 路易·瓊特納       | 美國參議員肯塔基州共和黨被提名人 （第2類） 1984年、1990年、1996年 、2002年、2008年、2014年、2020年 | 最新的                   |
| 前任者： 艾爾·迪馬托       | 共和黨參議院全國委員會主席 1997年－2001年                                                          | 繼任者： 比爾·弗利斯特   |
| 前任者： 唐·尼科尔斯       | 参议院共和黨党鞭 2003年－2007年                                                                    | 繼任者： 特倫特·洛特     |
| 前任者： 比爾·弗利斯特     | 参议院共和黨領袖 2007年－2025年                                                                    | 繼任者： 約翰·圖恩       |
| 美国参议院                 | |                          |
| 前任者： 沃爾特·赫德爾斯頓 | 肯塔基州第2類參議員 1985年－ 與温德尔·福特、吉姆·邦寧、蘭德·保羅同時在任                           | 現任                     |
| 前任者： 沃倫·魯德曼       | 參議院道德委員會副主席 1993年－1995年                                                              | 繼任者： 理查德·布賴恩   |
| 前任者： 理查德·布賴恩     | 參議院道德委員會主席 1995年－1997年                                                                | 繼任者： 鮑伯·史密斯     |
| 前任者： 約翰·華納         | 參議院章程委員會主席 1999年－2001年                                                                | 繼任者： 克里斯多夫·杜德 |
| 前任者： 約翰·華納         | 国会就职典礼联合委员会主席 2000年–2001年                                                           | 繼任者： 特倫特·洛特     |
| 前任者： 克里斯多夫·杜德   | 參議院章程委員會副主席 2001–2003                                                                   | 繼任者： 克里斯多夫·杜德 |
| 前任者： 哈里·里德         | 参议院多数党党鞭 2003年－2007年                                                                    | 繼任者： 迪克·德賓       |
| 前任者： 哈里·里德         | 參議院少數黨領袖 2007年－2015年                                                                    | 繼任者： 哈里·里德       |
| 前任者： 哈里·里德         | 參議院多數黨領袖 2015年－2021年                                                                    | 繼任者： 查克·舒默       |
| 前任者： 查克·舒默         | 參議院少數黨領袖 2021年－2025年                                                                    | 繼任者： 查克·舒默       |
| 美國排位名單               | |                          |
| 前任者： 查克·葛雷斯利     | 美國參議員資歷 第2位                                                                               | 繼任者： 派蒂·莫瑞       |